# Пиетро ди Джовани д'Амброджо
Пиетро ди Джовани д’Амброджо (на италиански: Pietro di Giovanni d'Ambrogio), известен от документи от 1410 до 1449 г., е  италиански художник от Сиенската школа.

## Биография и творчество
Пиетро ди Джовани д’Амброджо принадлежи към най-активните и важни сиенски художници от първата половина на XV век. Датите на неговото раждане и смърт са неизвестни, в документите се споменава от 1410 до 1449 г., а числото на неговите творби достигнали до наши дни не е голямо. На художествено майсторство Пиетро по всяка вероятност се обучава, работейки при Сасета. Практически във всички произведения на художника е видно влиянието на този известен сиенски художник. През 1428 г. Пиетро ди Джовани става член на гилдията на сиенските художници.

Пикът на неговото творчество е през 1430-40-те г. Именно към това време се отнасят съхранените в цялост олтари, които се приписват на Пиетро: „Рождество със свети Августин и Галган“ (Ашано, Музей на религиозното искусства), „Възнесение на Мария със светиите Стефан и Сигизмунд“ (Сиена, Национална пинакотека) и „Мадоната с Младенеца и светите Себастиан и Фабиан“ (135х159 см; Църква на Св. св. Яков и Христофор в Манастир в Омброн).
Първата голяма творба на Пиетро ди Джовани, оцеляла до наши дни, е олтарът „Рождество Христово със светиите Галган и Августин“ (1330-1335 г., 240x220 см. Ашано, Музей на религиозното изкуство; понякога олтарът се нарича „Поклонението на овчарите“). „Коледа“ е изписана на фона на фантастичен пейзаж. Някои експерти смятат, че фреската „Рождество Богородично", изписана през 1335 г. от Амброджо Лоренцети на фасадата на сиенската болница Санта Мария дела Скала, е послужила като прототип на тази сцена. Други смятат, че „Олтарът на Св. Виктор“ от Сиенската катедрала, създадена от Бартоломео Булгарини през 1351 г. Отстрани на сцената на Рождество Христово и покланящите се пастири, които са придружени от доста екзотично куче, са Св. Августин, основател на Августинския монашески орден, и Св. Галган, който е изобразен с меч, забит в камък, като доказателство за решимостта му да скъса с живота на рицар и да стане монах отшелник. 
Влиянието на Сасета се отгатва в много произведения на Пиетро ди Джовани, във връзка с които някои от тях преди това са били приписвани на Сасета. Такива произведения включват например две пана „Св. Архангел Михаил“ и „Св. Николай от Барий” от колекцията на Леман (и двете 24,5x7,5 см; 1430 г.; Музей на изкуството „Метрополитън“, Ню Йорк). Боята на голяма част от тези рисунки е изгубена, така че на места се вижда дървената основа, но великолепно изпълнените лица на светците са оцелели. Преди това са били страничните крила на стаен триптих, чиято централна част е „Мадоната с Младенеца, Йоан Кръстител и Св. Доротея“ се намира в музея Берлин-Далем.
Пиетро ди Джовани д’Амброджо е известен и като художник-миниатюрист, илюстриращ светски и религиозни книги. В частност могат да се посочат миниатюрите му от Tractatus de Principatu („Трактат за ръководенето“, 1446 – 47 г., Милано, Библиотека Тривулциана).
- Миниатюра от „Трактата за ръководенето“. 1446 – 144 7 г.. Библиотека Тривулциана, Милано.
- Миниатюра – 1425 – 1450 г. Филаделфия, Библиотека.
- Възнесение на Мария със свети Стефан и Сигизмунд,  1440 – 1449 г. Сиена, Нац. пинакотека.